# Thomson-Gazelle

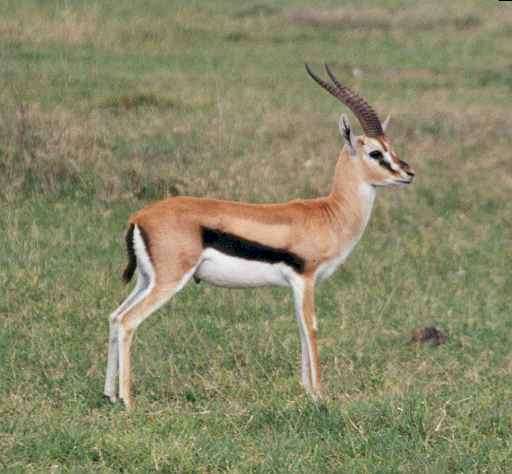
Westliche Thomson-Gazelle (Eudorcas nasalis) im Ngorongoro-Krater

Als Thomson-Gazellen werden heute zwei Arten der Gazellenartigen bezeichnet, die in den ostafrikanischen Staaten Kenia und Tansania verbreitet sind. Bis zum Anfang des 21. Jahrhunderts galten diese noch als eine einzige Art und wurden unter der wissenschaftlichen Bezeichnung Eudorcas thomsonii (früher Gazella thomsonii) geführt. Eine Revision der Hornträger, die Colin Peter Groves und Peter Grubb im Jahr 2011 veröffentlichten, spaltete die östliche von der westlichen Population ab. Folgende Arten werden heute unterschieden:
- Westliche Thomson-Gazelle (Eudorcas nasalis (Lönnberg, 1908)); in Kenia und Tansania im Serengeti-Ökosystem westlich des Ostafrikanischen Grabens;
- Östliche Thomson-Gazelle (Eudorcas thomsonii (Günther, 1884)); in Kenia und Tansania östlich des Ostafrikanischen Grabens, etwa von der Region Nairobi und Kilimanjaro über Arusha, die Wembere-Ebenen bis Shinyanga;

Die Thomson-Gazelle ist nach dem schottischen Afrikaforscher Joseph Thomson benannt, der dem Erstbeschreiber der Östlichen Thomson-Gazelle, Albert Günther, ein Gehörn aus dem östlichen Afrika überbrachte. Westlich der Thomson-Gazellen, im Südsudan, kommt eine ähnliche Form, die Mongalla-Gazelle (Eudorcas albonotata), vor, die bisweilen als Unterart von Eudorcas thomsonii betrachtet wurde. Andererseits wurden die Thomson-Gazellen und Mongalla-Gazelle gelegentlich auch jeweils als Unterarten der Rotstirngazelle (Eudorcas rufifrons) aufgefasst.
Thomson-Gazellen gehören zu den häufigsten und wohl auch zu den bekanntesten Vertretern der Gazellen. Sie erreichen eine Kopf-Rumpf-Länge von 92 bis 107 cm, eine Schwanzlänge von 19 bis 26 cm und eine Schulterhöhe von 58 bis 76 cm. Das Körpergewicht variiert von 17 bis zu 24,5 kg. Mit den angegebenen Maßen zählen sie zu den kleineren Gazellen. Männchen sind durchschnittlich größer als Weibchen. Im Vergleich zur Westlichen Thomson-Gazelle wird die Östliche Thomson-Gazelle deutlich größer. Beide Arten zeichnen sich durch eine fahl gelbbraune Oberseite und eine weißliche Unterseite aus. Beide Bereiche werden durch einen breiten, schwarzen Streifen an den Seiten voneinander gegrenzt. Das Gesicht markiert ein dunkler Streifen, der von den Augen über die Wangen läuft und innen von einem weißlichen Streifen begrenzt wird. Die Stirn und das mittlere Gesicht sind wiederum dunkel, ebenso wie der kurze Schwanz. Die Ohren sind mit 11 bis 12 cm Länge moderat groß und schmal. Beide Geschlechter tragen dicht beieinander stehende, geringelte Hörner. Die der Männchen sind etwa 30 cm lang mit einer Rekordlänge von 44 cm. Die Hörner der Weibchen erreichen nur 32 bis 39 % der Länge der Hörner der Männchen und sind dadurch deutlich kürzer, zudem schlanker und fragiler. Allgemein unterscheidet sich die westliche Art durch ein dunkleres Rückenfell, das einen rötlichen Einschlag besitzt, durch kontrastreichere Gesichtsstreifen und durch einen auffälligeren dunklen Nasenfleck von der östlichen.

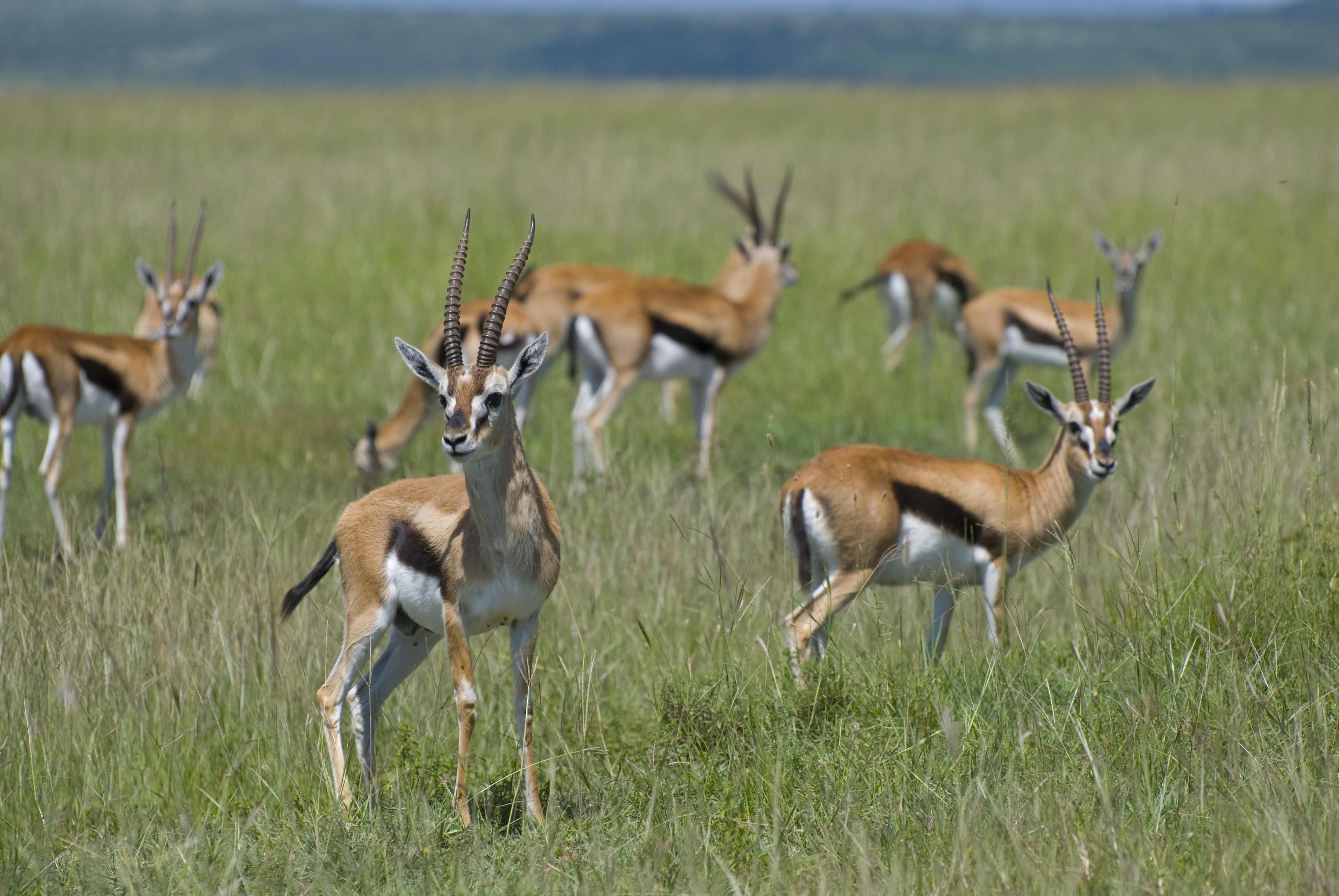
Westliche Thomson-Gazellen (Eudorcas nasalis) in Masai Mara, Kenia

Offene Savannen werden von diesen Tieren bevorzugt und dichtes Gebüsch vermieden. Die Tiere leben in Herden von etwa sechzig Tieren; in der Serengeti kann die Herdengröße sogar auf einige tausend Tiere anwachsen. Männchen sind territorial und beanspruchen jedes Weibchen, das ihr Revier betritt. Sie halten sich bevorzugt in solchen Regionen der Serengeti auf, deren Gras kurz ist. Dies ist vermutlich darauf zurückzuführen, dass das kürzere Gras ihren Prädatoren weniger Versteckmöglichkeiten bietet.
Thomson-Gazellen kommen häufig in Gesellschaft von Grant-Gazellen und Impalas vor. Sie spielen im Ökosystem der Serengeti als zweithäufigstes Huftier nach dem Streifengnu eine wichtige Rolle, da sie eine bevorzugte Beute zahlreicher Raubtiere sind. So ernähren sich in der Serengeti Leoparden überwiegend von Thomson-Gazellen. Vor allem dem Gepard fallen sie immer wieder zum Opfer. Ausgewachsene Tiere erreichen jedoch Geschwindigkeiten von bis zu 80 km/h.
Thomson-Gazellen erreichen ein Lebensalter von bis zu zehn Jahren.

## Einzelbelege
1. 1 2 3  
Colin P. Groves und David M. Leslie Jr.: Family Bovidae (Hollow-horned Ruminants). In: Don E. Wilson und Russell A. Mittermeier (Hrsg.): Handbook of the Mammals of the World. Volume 2: Hooved Mammals. Lynx Edicions, Barcelona 2011, ISBN 978-84-96553-77-4, S. 649–650
2. 1 2  
Colin Groves und Peter Grubb: Ungulate Taxonomy. Johns Hopkins University Press, 2011, S. 1–317 (S. 175)
3. ↑  
Albert Günther: Note on some East-African Antelopes supposed to be new. Annals and Magazine of Natural History 14, 1884, S. 425–429 ()
4. 1 2 3  
Clare FitzGibbon und John Wilmshurst: Eudorcas thomsonii Thomson’s Gazelle. In: Jonathan Kingdon, David Happold, Michael Hoffmann, Thomas Butynski, Meredith Happold und Jan Kalina (Hrsg.): Mammals of Africa Volume VI. Pigs, Hippopotamuses, Chevrotain, Giraffes, Deer and Bovids. Bloomsbury, London 2013, S. 361–369
5. 1 2 3 4  
C. A. Spinage: The Natural History of Antelopes. Croom Helm, London 1986 (S. 62, 99, 192), ISBN 0-7099-4441-1